# Догу
Догу (土偶), је назив за групу фигурина човеколиког и животињског изгледа, пореклом из Џомон периода (14,000. – 400. п. н. е.), праисторијског Јапана. Током следећег Јајој периода, престаје њихова израда, и из тог разлога се искључиво везују за Џомон период. Постоји више врста ових фигурина, у зависности од локалитета ископавања и временског периода у коме су настале. Према налазима Музеја јапанске националне историје, укупан број фигурина пронађених широм Јапана износи приближно 15,000. Већина њих је углавном нађена у пределима источног Јапана, док су локалитети на западном делу земље права реткост.
Коришћене су током сахрањивања, као алегоријски приказ покојника у виду камене статуе; али у исто време имале су и магијски значај. Веровало се да је могуће пренети болест са особе на Догу, која би се затим уништила и тиме исцељивао болесник.
Такође, постоји и теорија Древних астронаута са Ерих фон Деникеном као њеним најзначајнијим представником. Према овој теорији Догу фигурине заправо оличававају ванземаљска божанства.

## Карактеристике
Већина фигурина има велике очи, уске струкове и широке женске кукове. Представљане су пуначких трбуха као симболична назнака плодности и сматра се да су имале улогу божанства-мајке. Прављене су од глине и раскошно декорисане. Лица су им широка и неретко у облику срца, а неке делују као да на себи носе наочаре. Најчешће су декорисане на лицу, грудима и раменима што говори о могућем тетовирању (највероватније уметањем пигмента бамбусом).

## Шакоки-догу
Шакоки-догу (遮光器土偶), је најкарактеристичнији облик Догу фигурина. Сам назив би се у буквалном преводу могао схватити као Уређај за блокирање светла, и настао је због велике сличности снежних наочара Инуита са очима Догу фигурина. Још једна препознатљива особина ових статуица је преувеличани приказ задњица (могуће женских), груди и бутина. Трбух је обично прекривен декоративним шарама, за које се чини да су били бојени цинабаритом (руменилом). Веће фигурине су шупље, могуће из разлога како би се спречило пуцање глине током печења на ватри.
Тешко је наћи читаве фигурине, пошто им обично фале неки делови тела. Сматра се да су ти делови намерно ломњени током ритуала плодности. Шакоки-догу фигурине су пронађене на локалитетима Камегаока (Цугару, Префектура Аомори), Теширомори (Мориока, Префектура Ивате), Ебисуда (Таџири, Префектура Мијаги) и Изумисава Кајзука (Ишиномаки, Префектура Мијаги). Сви ови локалитети су обележени као национално благо и заштићени су.

## ВрстеДогуфигурина
- главе облика срца или обрва у облику полумесеца
- главе налик рогате сове
- главе са наочарама
- облика труднице